# Plébiscite du 19 août 1934

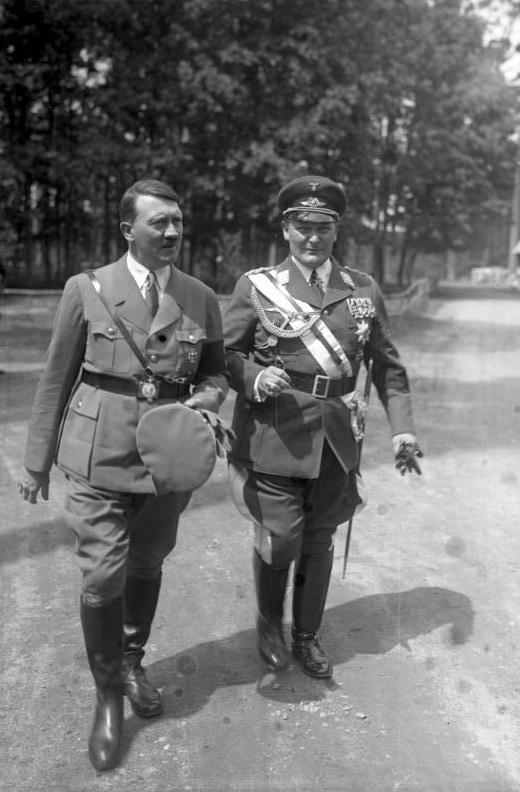
Adolf Hitler et Hermann Göring en juin 1934.

Le plébiscite du 19 août 1934 est un plébiscite organisé sous le Troisième Reich. Il s'agit pour Adolf Hitler de faire ratifier par plébiscite la loi du 1er août 1934 qui acte la fusion de la fonction de chancelier du Reich — fonction qu'il exerce lui-même depuis janvier 1933 — avec celle de président du Reich, à compter de la mort de celui-ci.
Or, le président Hindenburg meurt le 2 août, le lendemain de la promulgation de ladite loi, qui devient immédiatement applicable. Ainsi Hitler souhaite que cette loi, qui n'a été ratifiée que par son gouvernement, obtienne l'adhésion du peuple allemand.
Le 19 août, avec 38,4 millions de voix pour un collège électoral de 45,6 millions d’électeurs, le plébiscite recueille 84,2 % des suffrages des électeurs inscrits et près de 90 % des suffrages exprimés : le succès est donc considérable.
Dans ces conditions, à l'issue de ce plébiscite, Hitler a la confirmation qu'il peut officiellement se faire appeler « Führer und Reichskanzler » (en français : « Guide et Chancelier du Reich ») et qu'il peut légitimement cumuler les pouvoirs associés aux deux fonctions de chancelier et de président du Reich.
Avant le 2 août et cette confirmation populaire du 19 août, Hitler n'était « officieusement » que le Führer du parti nazi.

## Le contexte

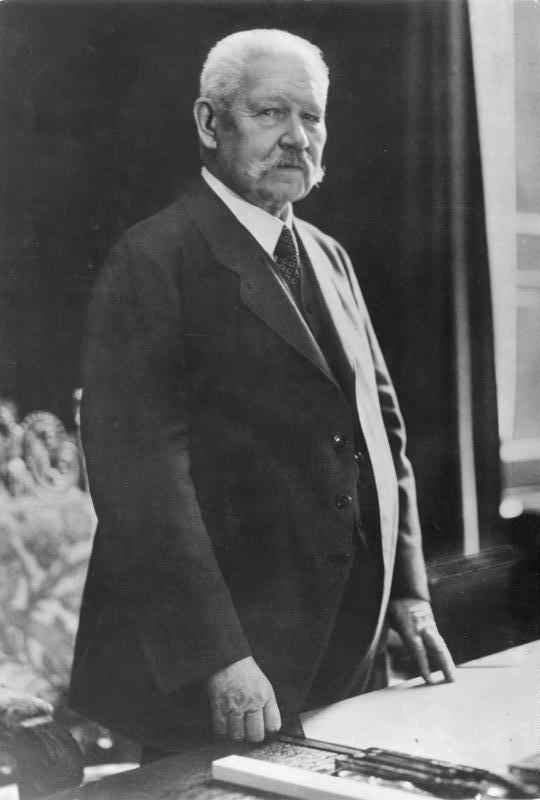
Le maréchal Paul von Hindenburg en 1932, mort le 2 août 1934, le lendemain de la promulgation de la « loi sur le chef d'État du Reich allemand ».

### Hitler est chancelier depuis un an et demi
Environ un an et demi plus tôt, le 30 janvier 1933 vers midi, après un mois d’intrigues au sommet organisées par l’ancien chancelier Franz von Papen, et grâce au soutien de la droite et à l’implication du Parti populaire national allemand (DNVP), Adolf Hitler est nommé chancelier de la république de Weimar par le président du Reich Paul von Hindenburg.
Progressivement, depuis cette date, avec pour justification essentielle la lutte contre les forces subversives marxistes, Hitler réduit les libertés du peuple allemand. Notamment, le premier camp de concentration, principalement destiné aux opposants politiques, ouvre à Dachau en mars 1933 pour organiser la répression désordonnée et sauvage, essentiellement du fait de la SA, qui s'est installée depuis l’avènement de Hitler.
Du 29 juin au 1er juillet 1934, à la suite de révélations de velléités de tentatives de coups d’État, et avec le soutien tacite de l’armée et du président Hindenburg, Hitler, encouragé par Göring, élimine ses principaux rivaux au sein du parti nazi au cours de l'opération sanglante de répression surnommée « la nuit des Longs Couteaux » : la puissante SA et ses plusieurs millions de militants aguerris, rivale de la SS, est décapitée. Même le prédécesseur de Hitler, le chancelier et ancien général Kurt von Schleicher, en raison de rancœurs ou peut-être vu comme un rival potentiel, est assassiné avec son épouse. On évalue à cent ou deux cents le nombre des assassinats, principalement exécutés par des membres de la SS.
Durant le mois de juillet qui suit, Hitler anticipe la mort de Hindenburg, ainsi que les conséquences de celle-ci : il empêche la convocation de nouvelles élections présidentielles en faisant adopter par le cabinet la loi du 1er août qui transfère tous les pouvoirs du président à son seul profit. Hindenburg, gravement malade depuis plusieurs mois, meurt le lendemain.

### Loi du1eraoût 1934, sur le chef d'État du Reich allemand
Le titre allemand de la loi est « Gesetz über das Staatsoberhaupt des Deutschen Reichs », ce qui se traduit littéralement par : « Loi sur le chef d'État de l'Empire allemand ».
Le texte de cette loi ne comporte que deux articles, traduits ci-dessous.

« Le 1er août 1934,

Article premier : La fonction de président du Reich est réunie à celle du chancelier du Reich. En conséquence, les pouvoirs exercés jusqu'ici par le président du Reich passent au Führer et chancelier du Reich Adolf Hitler. Il désigne son suppléant.

Article 2 : Cette loi entrera en vigueur à partir du décès du président du Reich von Hindenburg. »

### Signataires de la loi du1eraoût 1934

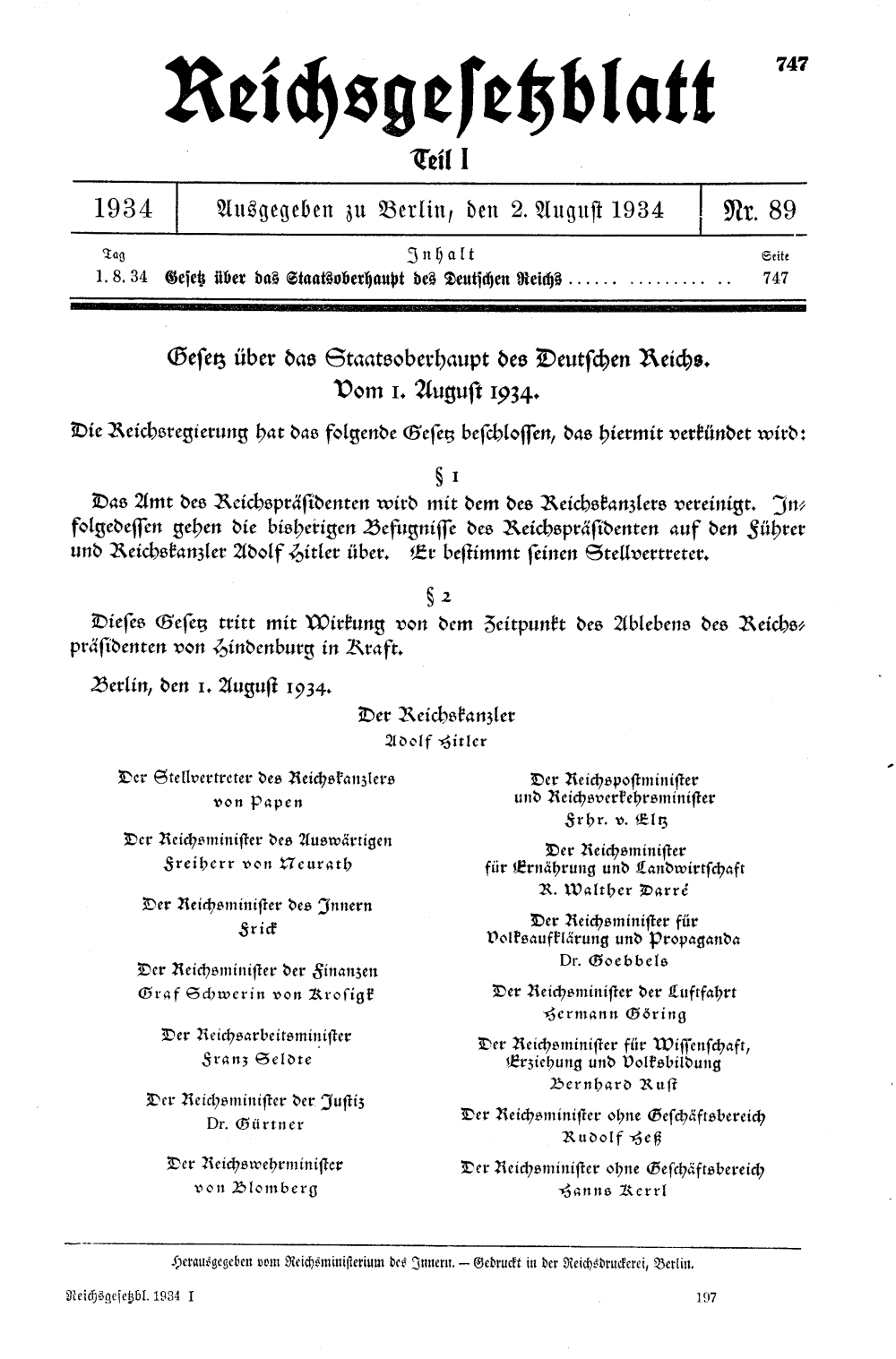
La « loi sur le chef d'État du Reich allemand » du 1 août 1934, dont le plébiscite a été demandé le 19 août 1934-.

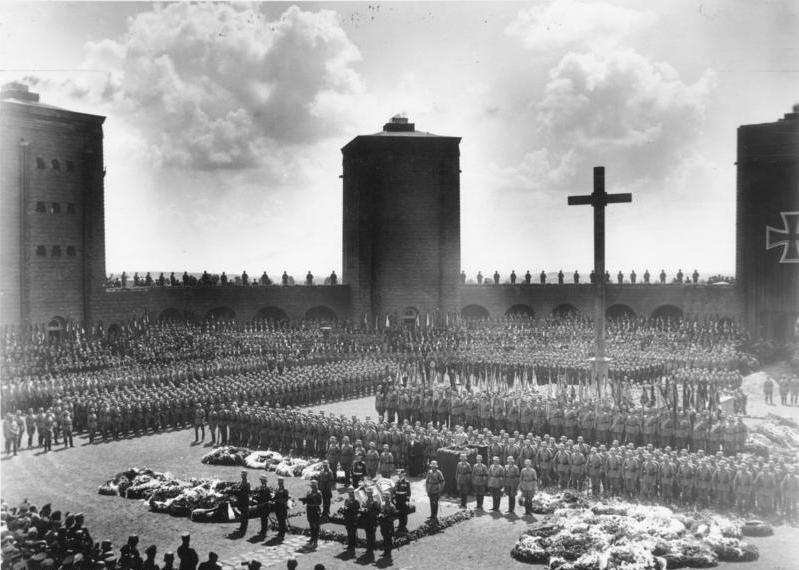
Funérailles grandioses du maréchal, le 7 août 1934- au mémorial de Tannenberg. Hitler est à la tribune placée devant le cercueil.

Les signataires de ce texte de loi sont les membres du cabinet Hitler :
- Adolf Hitler, der Reichskanzler (en tant que chancelier) ;
- von Papen, der Stellvertreter des Reichskanzlers (vice-chancelier) ;
- Freiherr (baron) von Neurath, der Reichsminister des Auswärtigen (ministre des Affaires étrangères) ;
- Frick, der Reichsminister des Innern (ministre de l'Intérieur) ;
- Graf (comte) Schwerin von Krosigk, der Reichsminister der Finanzen (ministre des Finances) ;
- Franz Seldte, der Reichsarbeitsminister (ministre du Travail) ;
- Dr. Gürtner, der Reichsminister der Justiz (ministre de la Justice) ;
- von Blomberg, der Reichswehrminister (ministre de la Défense) ;
- Frhr. (baron) v. Eltz, der Reichspostminister und Reichsverkehrsminister (ministre des Postes et des Transports) ;
- Richard Walther Darré, der Reichsminister für Ernährung und Landwirtschaft (ministre de l'Alimentation et de l'Agriculture) ;
- Dr. Goebbels, der Reichsminister für Volksaufklärung und Propaganda (ministre de l'Éducation du peuple et de la Propagande) ;
- Hermann Göring, der Reichsminister der Luftfahrt (ministre de l’Aviation) ;
- Bernhard Rust, der Reichsminister für Wissenschaft, Erziehung und Volksbildung (ministre de la Science, de l’Éducation et de l’Éducation du peuple) ;
- Rudolf Heß, der Reichsminister ohne Geschäftsbereich (ministre sans portefeuille) ;
- Hanns Kerrl, der Reichsminister ohne Geschäftsbereich (ministre sans portefeuille).

### Décision de consulter le peuple allemand
Le jour de la mort de Hindenburg, le 2 août 1934, Hitler adresse une lettre au ministre de l'Intérieur, Frick, indiquant que : « la grandeur du président décédé a donné une valeur incomparable au titre de président du Reich. Ce titre, d'après les sentiments de nous tous, est inséparablement attaché au nom du grand mort. Ainsi je vous prie de prendre soin que je sois appelé, comme jusqu'ici, Führer et chancelier du Reich. Cette réglementation est valable pour l'avenir. […] Le cabinet a décidé, d'une façon valable d'après le droit constitutionnel, de confier à ma personne, donc à la fonction de chancelier du Reich, les fonctions de l'ancien président du Reich ; mais je veux que ce fait soit expressément sanctionné par le peuple allemand. Fermement convaincu que chaque pouvoir d'État doit émaner du peuple et doit être confirmé par lui moyennant une élection libre et secrète, je vous prie de soumettre, sans retard, la décision du cabinet et les compléments qui pourraient s'imposer au libre vote du peuple allemand. »

## Résultats
| Choix                     | Votes      | %     |
| ------------------------- | ---------- | ----- |
| Pour                      | 38 394 848 | 89,93 |
| Contre                    | 4 300 370  | 10,07 |
|                           |            |       |
| Votes valides             | 42 695 218 | 98,00 |
| Votes blancs et invalides | 873 668    | 2,00  |
| Total                     | 43 568 886 | 100   |
| Abstention                | 1 953 173  | 4,35  |
| Inscrits/Participation    | 45 552 059 | 95,65 |

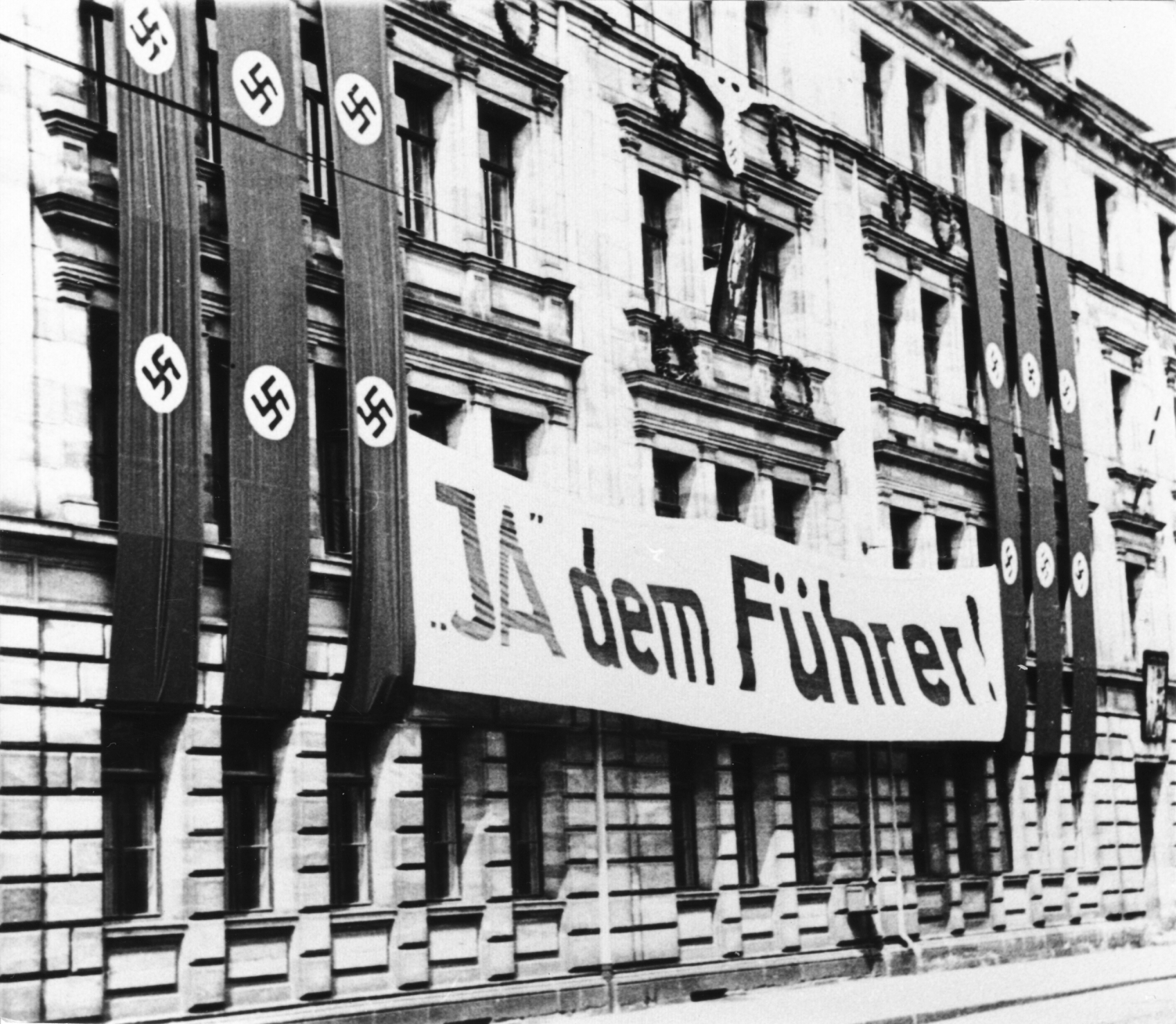
Banderoles incitant à voter « Oui au Führer », suspendues au fronton d'une école de Fürth en Bavière.

« Allemands et Allemandes, approuvez vous les dispositions prévues par cette loi ? »
| Oui : 38 394 848 (89,93 %) |  | Non : 4 300 370 (10,07 %) |
| ▲                          |  |                           |

## Analyse

Pourcentages de votes par district électoral

À noter : au-delà d'un score impressionnant qui semble suggérer une certaine adhésion au régime nazi, les chiffres de ce plébiscite sont particulièrement difficiles à interpréter, étant donné le fait que les nazis ont dès 1933 instauré un climat de terreur et imposé par la force une dictature politique sans partage (on peut citer, entre autres, la « loi d'autorisation » du 24 mars 1933 ou "loi des pleins pouvoirs" donnés à Hitler, la dissolution des syndicats et partis politiques opposés au nazisme dès mai 1933, la proclamation du NSDAP comme parti unique en juillet 1933, la pratique d'autodafés dès 1933, ou encore la nuit des Longs Couteaux du 29 juin au 2 juillet 1934). Les chiffres de ce plébiscite ne peuvent donc être interprétés immédiatement, et ne sauraient être considérés comme le reflet d'une élection valable, ni permettre des conclusions hâtives sur l'adhésion du peuple allemand au régime nazi.[réf. souhaitée]